# Jonathan (schildpad)

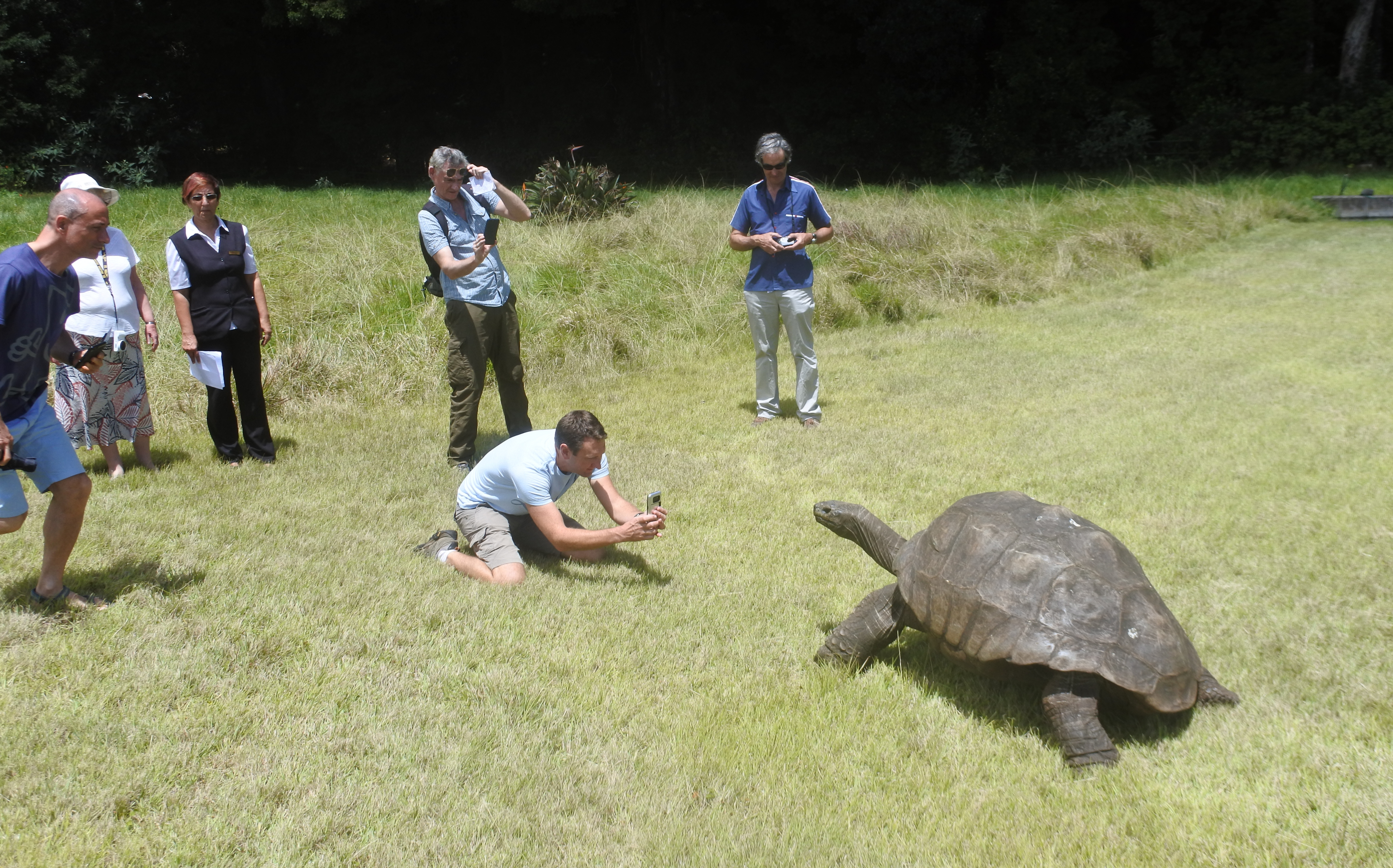
Toeristen die Jonathan fotograferen in 2018.

Jonathan is een schildpad op het eiland Sint-Helena in de Atlantische Oceaan die door velen wordt beschouwd als de oudste nog levende schildpad ter wereld, en daarmee het oudste nog levende landdier. Jonathan kwam in 1831 uit het ei, slechts tien jaar na het overlijden van Napoleon Bonaparte (1769-1821) die de laatste jaren van zijn leven in ballingschap op Sint-Helena doorbracht.
Jonathan is een zogeheten Seychellenreuzenschildpad. Deze dieren staan erom bekend dat ze behoorlijk oud kunnen worden. Ze worden niet bedreigd en komen met nog ruim duizend exemplaren in het wild voor.
De alleroudste schildpad ooit was Adwaitya die in 2006 overleed op een leeftijd van 255 jaar. Alleen is haar leeftijd nooit officieel uitgezocht. Die van Jonathan wel. Jonathan is afgebeeld op de nationale munt van Sint-Helena.